# تیزشاخ کالاهاری
تیزشاخ کالاهاری (نام علمی: Oryx gazella) نام یک گونه از سرده تیزشاخ است.